# Мартен, Клэр
Клэр Мартен (фр. Claire Martin, настоящая фамилия Монтрёй, Montreuil; 18 апреля 1914, Квебек — 18 июня 2014, там же) — канадская писательница-прозаик, романист, автор рассказов и автобиографической прозы и литературный переводчик. Мартен, чьи произведения на французском языке были удостоены многочисленных премий, включая Премию генерал-губернатора, была членом Королевского общества Канады и компаньоном ордена Канады.

## Биография
Клэр Монтрёй родилась в городе Квебеке в 1914 году. Училась в школе урсулинок в Квебеке, а затем в монастырской женской школе в Бопоре. По окончании учёбы она работала диктором на франкоязычных квебекских радиостанциях CKCV, CBV и Radio-Canada. Именно ей выпала честь в 1945 году объявить населению Квебека об окончании военных действий на европейском театре Второй мировой войны.
Выйдя замуж в 1945 году за Ролана Фоше и потеряв работу на радио как замужняя женщина, Клэр перебралась в Оттаву и посвятила себя писательскому делу. В 1958 году вышла первая её книга — сборник рассказов «С любовью или без любви» (фр. Avec ou sans amour), — которая сразу принесла ей литературную премию квебекского издательства Le Cercle du livre de France. Вслед за этим сборником в 1960 и 1962 годах были изданы два её романа, а в 1965 году вышла автобиографическая дилогия «В железной перчатке» (фр. Dans un gant de fer). Этот двухтомник принёс ей известность как писателю-прозаику и был удостоен целого ряда наград — от Премии Квебека и приза ассоциации «Франция-Квебек» в 1965 до Премии генерал-губернатора в 1967 году. «В железной перчатке», рассказывающая о детстве Клэр в многодетной семье, управляемой деспотичным отцом, считается первой открыто феминистической книгой в истории литературы Квебека. Ещё один роман Клэр Мартен, «Мёртвые» (фр. Les Morts), увидел свет в 1970 году, а два года спустя в монреальском театре «Зелёный занавес» была представлена его драматическая адаптация.
С 1972 по 1982 год Клэр Мартен жила во Франции, занимаясь литературными переводами. В этот период ей были переведены на французский такие классические произведения канадской англоязычной литературы, как «Каменный ангел» Маргарет Лоренс и «Мантикора» Робертсона Дэвиса. После возвращения в Канаду в её литературной карьере началась длительная пауза, прерванная только после смерти Роланда в 1986 году, когда Клэр снова начала печататься в литературных журналах. В 1999 году был издан сборник рассказов «Вся жизнь» (фр. Toute la vie), принесший автору медаль Литературной академии Квебека. За первое десятилетие нового века свет увидели ещё четыре романа и два сборника рассказов Клэр Мартен.
Клэр Мартен скончалась в Квебеке в июне 2014 года, через несколько месяцев после своего столетнего юбилея.

## Награды и звания
Помимо квебекских и национальных канадских литературных премий, Клэр Мартен была удостоена ряда государственных наград. В 1984 году она была произведена в офицеры ордена Канады, а в 2001 году — в компаньоны этого ордена, что является высшим гражданским отличием в Канаде. В 2007 году Клэр Мартен стала офицером Национального ордена Квебека, а в 2010 году — офицером французского ордена Искусств и литературы.
С 1967 года Клэр Мартен была членом Королевского общества Канады. В 2001 году её имя было включено в списки Академии великих квебекцев, а в 2009 году она стала почётным доктором университета Лаваля.